# Pomorska Nagroda Literacka „Wiatr od morza”
Pomorska Nagroda Literacka „Wiatr od morza” – nagroda literacka ustanowiona w 2018 r. przez Samorząd Województwa Pomorskiego.

## Geneza i zasady
Nawiązując do tradycji takich nagród jak Nagroda Artusa czy Nagroda Pro Libro Legendo, władze województwa pomorskiego ufundowały w 2018 r. Pomorską Nagrodę Literacką Wiatr od morza. Nazwa nagrody została zapożyczona od tytułu utworu Stefana Żeromskiego poświęconego powrotowi Pomorza, w tym Kaszub, w granice Rzeczypospolitej i wpisywała się w 100. rocznicę odzyskania przez Polskę niepodległości. Inicjatywa była także formą uczczenia 20-lecia powstania samorządu wojewódzkiego.
Nagroda przyznawana jest dorocznie za dokonania w roku poprzednim. Mogą ją otrzymać autorzy zamieszkali i tworzący na Pomorzu, bądź też autorzy dzieł w istotny sposób związanych z tematyką pomorską. Prawo do zgłaszania kandydatur do nagrody przysługuje różnym podmiotom o charakterze kulturalnym, m.in. stowarzyszeniom i związkom literackim, mediom, wydawnictwom, bibliotekom. Laureatów wyłania liczące przynajmniej pięciu członków jury powołane przez Zarząd Województwa Pomorskiego spośród przedstawicieli środowisk literackich, akademickich i dziennikarskich. Przewodniczącym jury był w latach 2018-2023 prof. Zbigniew Majchrowski. W 2024 r. funkcję tę objął Władysław Zawistowski. Organizacją procesu przyznawania nagrody zajmuje się Wojewódzka i Miejska Biblioteka Publiczna im. Josepha Conrada-Korzeniowskiego w Gdańsku.

## Kategorie
Pomorską Nagrodę Literacką przyznaje się w trzech kategoriach:
1. Literacka Książka Roku – oceniane są utwory należące do szeroko rozumianej literatury pięknej
2. Pomorska Książka Roku – oceniane są wszelkie publikacje związane tematycznie z regionem, zarówno literackie, jak i inne np. opracowania historyczne, monografie, biografie, studia regionalne, przewodniki, albumy, rozprawy naukowe
3. Całokształt pracy literackiej – ocenie podlega dorobek pracy twórczej: jego wartość intelektualna, artystyczna, oddziaływanie krajowe, znaczenie dla regionu, bądź dokonania w dziedzinach pozaliterackich: edukacji, życiu kulturalnym i społecznym oraz popularyzacji literatury, książki lub czytelnictwa[6]

W 2022 r. po raz pierwszy przyznano Nagrodę Publiczności. Wybierać można było spośród nominowanych książek. W plebiscycie internetowym oddano 183 głosy. 
Nagrody mają charakter indywidualny. W przypadku dokonań o charakterze zbiorowym nagrodę przekazuje się osobie lub osobom kierującym projektem, np. redaktorom książki. Zwycięzca w każdej z trzech kategorii otrzymuje statuetkę „Wiatr od morza" (zaprojektowaną przez prof. Jacka Zdybla) oraz nagrodę pieniężną (w 2018 i 2019 r. było to 10 000 zł, w 2020 r. 15 000 zł).
Nagroda wręczana jest podczas uroczystej gali w IV kwartale każdego roku. Wówczas przyznaje się także Kaszubską Nagrodę Literacką. Uroczystość odbywa się w Centrum św. Jana w Gdańsku. W 2020 r. galę odwołano ze względu na epidemię koronawirusa.

## Laureaci i nominowani

### Laureaci z 2018 r.
Literacka Książka Roku 2017 – Martyna Bunda Nieczułość (Wydawnictwo Literackie)
Nominacje:
- Artur Nowaczewski Hostel Nomadów (Iskry)
- Martyna Bunda Nieczułość (Wydawnictwo Literackie)
- Ewa Poniznik Poza nocą (Oficyna Wydawnicza Tysiąclecia)
- Grzegorz Kwiatkowski Sową (Biuro Literackie)

Pomorska Książka Roku 2017 – Edmund Kizik (red.), Sławomir Kościelak (red.) Gdańsk protestancki w epoce nowożytnej. W 500-lecie wystąpienia Marcina Lutra T. 1, Eseje (Muzeum Narodowe w Gdańsku)
Nominacje:
- Dariusz Rosiak Biało-czerwony. Tajemnica Sat-Okha (Czarne)
- Edmund Kizik (red.), Sławomir Kościelak (red.) Gdańsk protestancki w epoce nowożytnej. W 500-lecie wystąpienia Marcina Lutra T. 1, Eseje (Muzeum Narodowe w Gdańsku)
- Cezary Niedziółka (red.) Teatr Wybrzeże 1946-2017 (Teatr Wybrzeże)

Całokształt pracy literackiej – Stefan Chwin

### Laureaci z 2019 r.
Literacka Książka Roku 2018 – Monika Milewska Latawiec z betonu (WAM)
Nominacje:
- Magdalena Grzebałkowska Komeda. Osobiste życie jazzu (Znak)
- Monika Milewska Latawiec z betonu (WAM)
- Marek Górlikowski Noblista z Nowolipek. Józefa Rotblata walka o pokój (Znak)
- Wojsław Brydak Poste restante (Rebis)
- Antoni Pawlak Zapiski na paczce papierosów (Wielka Litera)

Pomorska Książka Roku 2018 – Ewa Barylewska-Szymańska (red.), Katarzyna Rozmarynowska (red.), Zofia Maciakowska (red.), Wojciech Szymański (red.) Gdańskie ogrody (Muzeum Gdańska)
Nominacje:
- Małgorzata Omilanowska Budowanie nad Bałtykiem. Studia z architektury i sztuki Gdańska, Pomorza i Żmudzi (Fundacja Terytoria Książki)
- Ewa Barylewska-Szymańska (red.), Katarzyna Rozmarynowska (red.), Zofia Maciakowska (red.), Wojciech Szymański (red.) Gdańskie ogrody (Muzeum Gdańska)
- Jacek Friedrich Walka obrazów. Przedstawienie wobec idei w Wolnym Mieście Gdańsku (Fundacja Terytoria Książki, Słowo / Obraz Terytoria)

Całokształt pracy literackiej – Aleksander Jurewicz

### Laureaci z 2020 r.
Literacka Książka Roku 2019 – Izabela Morska Znikanie (Znak)
Nominacje:
- Salcia Hałas Potop. Poemat przewlekły o końcu świata. Poemat prozą (W.A.B. - Grupa Wydawnicza Foksal)
- Bogdan Jaremin Zapach porcelany (Bernardinum)
- Izabela Morska Znikanie (Znak)

Pomorska Książka Roku 2019 – Józef Borzyszkowski, Cezary Obracht-Prondzyński Historia Kaszubów w dziejach Pomorza T. 3-5 (Instytut Kaszubski)
Nominacje:
- Józef Borzyszkowski, Cezary Obracht-Prondzyński Historia Kaszubów w dziejach Pomorza T. 3-5 (Instytut Kaszubski)
- Jerzy Jankau Lekcja anatomii u Hansa Memlinga (Wydawnictwo Uniwersytetu Gdańskiego)
- Jan Daniluk "Miasta skoszarowane". Gdańsk i Sopot jako garnizon Wehrmachtu w latach 1939-1945 (Muzeum Gdańska)
- Andrzej Janusz Żelewscy w cieniu von dem Bacha (Wydawnictwo Instytutu Teologicznego Księży Misjonarzy)

Całokształt twórczości – Zenon Ciesielski

### Laureaci z 2021 r.
Literacka Książka Roku 2020 – Antoni Pawlak Ale bez rozgrzeszenia (Instytut Mikołowski im. Rafała Wojaczka)
Nominacje:
- Tadeusz Dąbrowski Scrabble (PIW)
- Dariusz Filar Szklanki żydowskiej krwi (Wojewódzka i Miejska Biblioteka Publiczna im. Josepha Conrada Korzeniowskiego w Gdańsku)
- Antoni Pawlak Ale bez rozgrzeszenia (Instytut Mikołowski im. Rafała Wojaczka)
- Barbara Szczepuła W domu wroga (Wydawnictwo Arche Marek Tokarczyk)

Pomorska Książka Roku 2020 – Mikołaj Trzaska, Tomasz Gregorczyk, Janusz Jabłoński Wrzeszcz! Mikołaj Trzaska. Autobiografia (Wydawnictwo Literackie)
Nominacje:
- Janusz Dargacz Od Sopotu po Stogi. Początki kąpielisk morskich w okolicach Gdańska (1800-1870) (Muzeum Gdańska)
- Dorota Karaś, Marek Sterlingow Walentynowicz. Anna szuka raju (Znak)
- Michał Ślubowski Czarownice, mieszczki, pokutnice. Gdańskie szkice herstoryczne (Marpress)
- Mikołaj Trzaska, Tomasz Gregorczyk, Janusz Jabłoński Wrzeszcz! Mikołaj Trzaska. Autobiografia (Wydawnictwo Literackie)

Całokształt twórczości – Paweł Huelle

### Laureaci z 2022 r.
Literacka Książka Roku 2021 – Monika Milewska Ślepa kuchnia. Jedzenie i ideologia w PRL (PIW)
Nominacje:
- Zbigniew Joachimiak Córka / Daughter (Fundacja Światło Literatury)
- Bożena Ptak Lęki nieoswojone (SPP)
- Stefan Chwin Oddać życie za Polskę. Samobójstwo altruistyczne w kulturze polskiej XIX wieku (Tytuł)
- Monika Milewska Ślepa kuchnia. Jedzenie i ideologia w PRL (PIW)
- Krystyna Lars Światło w Zatoce. Wiersze gdańskie (Tytuł)

Pomorska Książka Roku 2021 – Janusz Dargacz (red.), Katarzyna Kurkowska (red.), Leszek Molendowski (red.) Historie gdańskich dzielnic T. 3, Nowy Port (Muzeum Gdańska)
Nominacje:
- Janusz Dargacz (red.), Katarzyna Kurkowska (red.), Leszek Molendowski (red.) Historie gdańskich dzielnic T. 3, Nowy Port (Muzeum Gdańska)
- Anna Kriegseisen Kolory Gdańska. Kompozycje barwne fasad od XVI do końca XVIII wieku (Muzeum Gdańska)
- Joanna Breza Moja Wróblewskiego (Wojewódzka i Miejska Biblioteka Publiczna im. Josepha Conrada Korzeniowskiego w Gdańsku)
- Jaśmina Korczak-Siedlecka Przemoc i honor w życiu społecznym wsi na Mierzei Wiślanej w XVI-XVII wieku (Wydawnictwo Naukowe Uniwersytetu Mikołaja Kopernika)
- Tymon Tymański Sclavus (Części Proste)

Nagroda Publiczności – Janusz Dargacz (red.), Katarzyna Kurkowska (red.), Leszek Molendowski (red.) Historie gdańskich dzielnic T. 3, Nowy Port (Muzeum Gdańska)
Całokształt twórczości – Anna Czekanowicz

### Laureaci z 2023 r.
Literacka Książka Roku 2022 – Wiktoria Bieżuńska Przechodząc przez próg, zagwiżdżę (Wydawnictwo Cyranka)
Nominacje:
- Wiktoria Bieżuńska Przechodząc przez próg, zagwiżdżę (Wydawnictwo Cyranka)
- Tadeusz Dąbrowski To jest fajka. Wiersze z lat 1999-2020 (PIW)
- Łukasz Orbitowski Chodź ze mną (Świat Książki)
- Paweł Radziszewski Niepowinność (Wydawnictwo Sine Qua Non)
- Karolina Ubych Sonia, Piotrek i tajemnica rzygaczy (Marpress)

Pomorska Książka Roku 2022 – Katarzyna Włodkowska Na oczach wszystkich. Historia przypadku polskiego Fritzla (Wielka Litera)
Nominacje:
- Waldemar Czachur, Peter Oliver Loew "Nigdy więcej wojny!" 1 września w kulturze pamięci Polski i Niemiec w latach 1945-1989 (Wydawnictwo Naukowe Scholar)
- Grzegorz Piątek Gdynia obiecana. Miasto, modernizm, modernizacja 1920-1939 (Wydawnictwo W.A.B.)
- Dobromiła Rzyska-Laube Zbiory artystyczne polskich ziemian na Pomorzu Nadwiślańskim od końca XVIII wieku po czasy dzisiejsze (Muzeum Narodowe w Gdańsku)
- Katarzyna Włodkowska Na oczach wszystkich. Historia przypadku polskiego Fritzla (Wielka Litera)

Nagroda Czytelników – Paweł Radziszewski Niepowinność (Wydawnictwo Sine Qua Non)
Honorowa Nagroda "Wiatr od Morza" (przyznana pośmiertnie) – Andrzej Zarębski Między Grudniem a grudniem. Zapiski z internowania
Całokształt twórczości – Mieczysław Abramowicz

### 2024 r.
Literacka Książka Roku 2023 – Dorota Karaś, Marek Sterlingow, Urban. Biografia (Wydawnictwo Znak)
Nominacje:
- Marta Abramowicz, Irlandia wstaje z kolan (Wydawnictwo Krytyki Politycznej)

- Stasia Budzisz, Welewetka. Jak znikają Kaszuby (Wydawnictwo Poznańskie)
- Dorota Karaś, Marek Sterlingow, Urban. Biografia (Wydawnictwo Znak)
- Krzysztof A. Zajas, Gerda (Wydawnictwo Marginesy)

Pomorska Książka Roku 2023 – Wojciech Skóra, Słupsk 1945. Miasto Niemców, Sowietów i Polaków (Wydawnictwo Rys)
Nominacje:
- Łukasz Bugalski, Zachodni front śródmieścia Gdańska. Studium urbanistyczno-konserwatorskie (Wydawnictwo Słowo/obraz terytoria)
- Maciej Prarat, Młyny wodne, wiatraki i kieraty w XIX i 1 połowie XX w. na terenie Pomorza (w granicach dawnych Prus Zachodnich). Technika i architektura (Wydawnictwo Naukowe UMK)
- Marcin Grulkowski, Privilegia Casimiriana. Przywileje Króla Kazimierza IV Jagiellończyka dla Gdańska z okresu wojny trzynastoletniej (Wydawnictwo Muzeum Gdańska)
- Wojciech Skóra, Słupsk 1945. Miasto Niemców, Sowietów i Polaków (Wydawnictwo Rys)
- Piotr Wróblewski, Żarnowiec. Sen o polskiej elektrowni jądrowej (Wydawnictwo Krytyki Politycznej)

Nagroda Czytelników – Stasia Budzisz, Welewetka. Jak znikają Kaszuby (Wydawnictwo Poznańskie)
Całokształt Pracy Literackiej – Stanisław Rosiek

## Kaszubska Nagroda Literacka
Od samego początku Pomorskiej Nagrodzie Literackiej towarzyszy Kaszubska Nagroda Literacka. Jej celem jest uhonorowanie szczególnych dokonań literackich, w tym tłumaczeń na język kaszubski zrealizowanych w roku poprzedzającym jej wręczenie lub całokształtu twórczości. Organizatorem konkursu jest Muzeum Piśmiennictwa i Muzyki Kaszubsko-Pomorskiej w Wejherowie, a partnerem i fundatorem Samorząd Województwa Pomorskiego. Kapituła powołana przez dyrektora Muzeum przyznaje jedną nagrodę lub rezygnuje z jej przyznania. Nominacje mogą zgłaszać instytucje i stowarzyszenia zajmujące się literaturą i kulturą kaszubską, badacze literatury kaszubskiej, wydawnictwa, media, wyższe uczelnie humanistyczne, biblioteki oraz członkowie Kapituły. Laureat otrzymuje statuetkę i nagrodę pieniężną.
Laureaci:
- 2017 – Stanisław Janke[15]
- 2018 – Krystyna Lewna[16]
- 2019 – prof. dr hab. ojciec Adam Sikora[23]
- 2020 – Ida Czaja[18]
- 2021 – ks. prof. dr hab. Jan Walkusz[19]
- 2022 – Artur Jabłoński[24]
- 2023 – Jerzy Stachurski[21]